# Suragina tricincta
Suragina tricincta är en tvåvingeart som först beskrevs av Meijere 1929.  Suragina tricincta ingår i släktet Suragina och familjen bäckflugor.
Artens utbredningsområde är Moluckerna. Inga underarter finns listade i Catalogue of Life.